# Дукаджини, Николай
Николай Дукаджини (ум. до 1454) — албанский феодал из рода Дукаджини.

## Биография
Сын Георгия Дукаджини, который умер до 1409 года, когда Николай впервые упоминается как владелец двух сёл в окрестностях Лежи и командир отряда из 140 человек (40 всадников и 100 пехотинцев).
Николай Дукаджини участвовал в восстании албанских князей (1432—1436) под руководством Георгия Арианити против Османской империи. В ходе восстания он смог вернуть свои родовые земли, захваченные турками. Он даже занял замок Даньо, который незамедлительно передал венецианцам. В 1435 году Венеция, чтобы не ссориться с султаном, уступила Даньо туркам-османам.
2 марта 1444 года Николай Дукаджини стал одним из основателей Лежской лиги, созданной албанскими феодалами для борьбы с турецкой агрессией.
В том же 1444 году Николай Дукаджин умертвил своего бывшего сюзерена Лека Захарию. Его домен захватили венецианцы. Николай Дукаджин отказался это признать и начал борьбу против венецианцев, он занял замок Сати и несколько окрестных сел без боя. Позднее он заключил мир с Венецианской республикой.
4 октября 1448 года Николай Дукаджини участвовал в подписании мирного договора между Лежской лигой под руководством Скандербега и Венецианской республикой.
Вместе со многими другими албанскими феодалами, таким как, Моис Арианити Голем, Пал Дукаджини и Хамза Кастриоти, он отказался сотрудничать со Скандербегом и перешел на сторону турок-османов. Турецкие власти разрешили ему управлять 25 селами под Дебаром и 7 селами под Фанди.

## Потомки
Николай Дукаджини оставил после себя двух сыновей: Драга и Георгия, которые погибли в 1462 году. Драга Дукаджини был убит в засаде своим родственником Леком Дукаджини, который захватил его домен. Другой брат Георгий также погиб, оставив новорожденного сына Николая, который позднее поступил на службу Венецианской республики. Он оставался на службе до 1478 года, когда турки-османы захватили Крую, Дриваст и Лежу. Николай вместе с Леком Дукаджини бежал в Италию. В 1481 году он вернулся в Албанию и присоединился к антиосманскому восстанию под руководством Гьона II Кастриоти.